# Бренді Кларк
Бренді Лін Кларк (англ. Brandy Lynn Clark; нар. 9 жовтня 1975, Мортон, Вашингтон, США) — американська кантрі-співачка, автор-виконавець та автор пісень. У 2013 випустила дебютну студійну платівку «12 Stories». Має п'ять номінацій на Греммі, лауреатка British Country Music Association Awards та CMA Awards. Авторка пісень, які записали такі виконавці, як Шеріл Кроу, Міранда Ламберт, The Band Perry, Ріба Макінтайр, Ліенн Раймс, Billy Currington, Darius Rucker та Kacey Musgraves.

## Особисте життя
Кларк ідентифікує себе лесбійкою.

## Дискографія
Студійні альбоми
- 12 Stories (2013)
- Big Day in a Small Town (2016)

Концертні альбоми
- Live from Los Angeles (2017)

Міні-альбоми
- Brandy Clark (2012)

Сингли
- Stripes (2013)
- Pray to Jesus (2013)
- Hungover (2014)
- Girl Next Door (2016)
- Love Can Go to Hell (2016)
- Three Kids No Husband (2017)

Музичні відео
- Stripes (2013)
- Get High (2014)
- His Hands (2014)
- Girl Next Door (2016)

## Нагороди та номінації
| Рік  | Нагорода                                 | Категорія                                             | Результат |
| ---- | ---------------------------------------- | ----------------------------------------------------- | --------- |
| 2013 | Country Music Association                | Song of the Year — «Mama's Broken Heart»              | Номінація |
| 2013 | American Country Awards                  | Song of the Year — «Better Dig Two»                   | Номінація |
| 2013 | American Country Awards                  | Song of the Year — «Mama's Broken Heart»              | Номінація |
| 2013 | 56th Grammy Awards                       | Best Country Song — «Mama's Broken Heart»             | Номінація |
| 2014 | Academy of Country Music                 | Song of the Year — «Mama's Broken Heart»              | Номінація |
| 2014 | CMA Awards                               | Song of the Year — «Follow Your Arrow»                | Перемога  |
| 2014 | CMA Awards                               | New Artist of the Year                                | Номінація |
| 2015 | 57th Grammy Awards                       | Best Country Album — 12 Stories                       | Номінація |
| 2015 | 57th Grammy Awards                       | Best New Artist                                       | Номінація |
| 2015 | British Country Music Association Awards | International Song of the Year — Stripes              | Перемога  |
| 2016 | 58th Grammy Awards                       | Best Country Song — «Hold My Hand»                    | Номінація |
| 2017 | 59-та церемонія «Греммі»                 | Best Country Solo Performance — «Love Can Go to Hell» | Номінація |
| 2017 | 59-та церемонія «Греммі»                 | Best Country Album — «Big Day in a Small Town»        | Номінація |
| 2017 | ACM Awards                               | New Female Vocalist of the Year                       | Nominated |